# 藤原貴子
藤原 貴子（ふじわら の きし/たかこ）、延喜4年（904年） - 応和2年10月18日（962年11月17日））は、平安時代中期の女性。関白太政大臣藤原忠平の長女。醍醐天皇皇太子保明親王の妃。のち御匣殿別当となり、さらに尚侍に任官。贈従一位。中将御息所、小一条内侍。

## 生涯
延喜18年（918年）4月、東宮保明親王に入内し御息所となる。延喜23年（923年）3月、保明親王薨去。その後、御匣殿別当となって宮中に入り、延長9年（931年）4月26日、飛香舎に移った。天慶元年（938年）11月14日、尚侍に任じられ、同年12月従三位に叙される。天慶8年（935年）1月正三位、天暦5年（951年）1月従二位。応和2年（962年）10月18日、59歳で薨去。同月30日、貞節篤孝により従一位を贈られた。